# Bernat Martorell

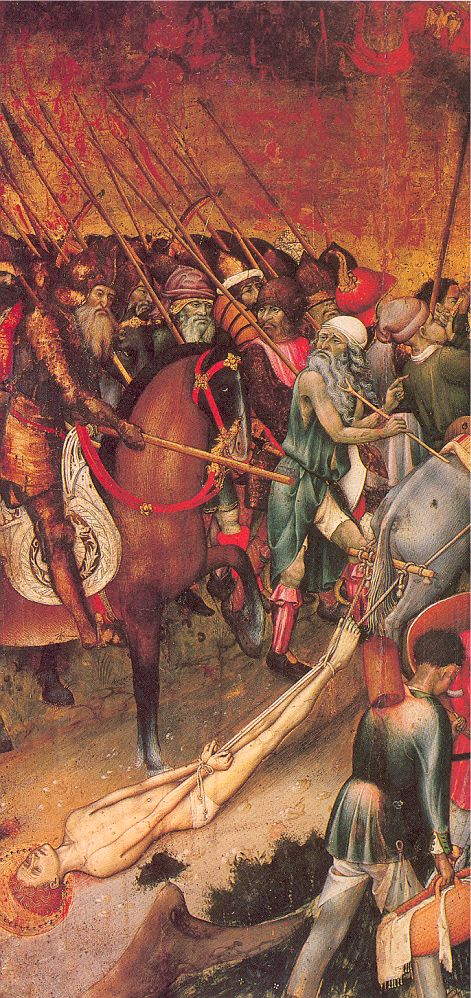
São Jorge arrastado pela cidade, por Martorell, século XV

Bernat Martorell (Sant Celoni, 1390 — Barcelona, 1452) foi um pintor espanhol que trabalhou no começo do Renascimento, aluno provavelmente de Luis Borrassá. Pouco se sabe sobre sua vida antes de 1427, a não ser o fato de ter sido um dos pintores mais importantes da Catalunha. 

## Galeria
Pinturas de Bernat Martorell
- Tríptico da Descida da Cruz (1445-50) no MNAA, Lisboa
- Retábulo dos Santos Joões (1435-45) no MNAC, Barcelona
- Retábulo de São Jorge (reconstrução)
- Retábulo de São Vicente (1438-40) no MNAC, Barcelona